# Wybrzeże Niewolnicze

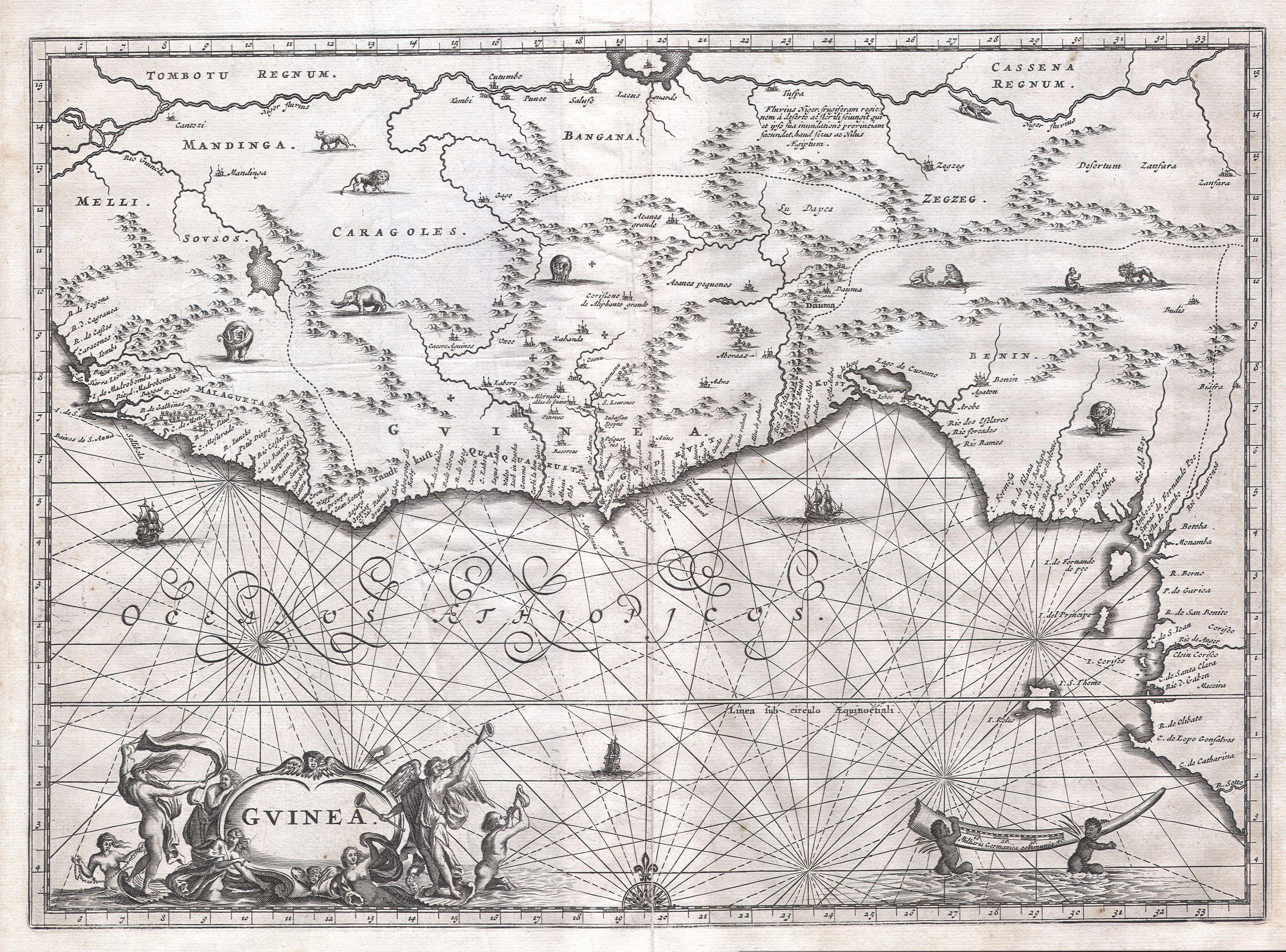
Mapa Afryki z 1670

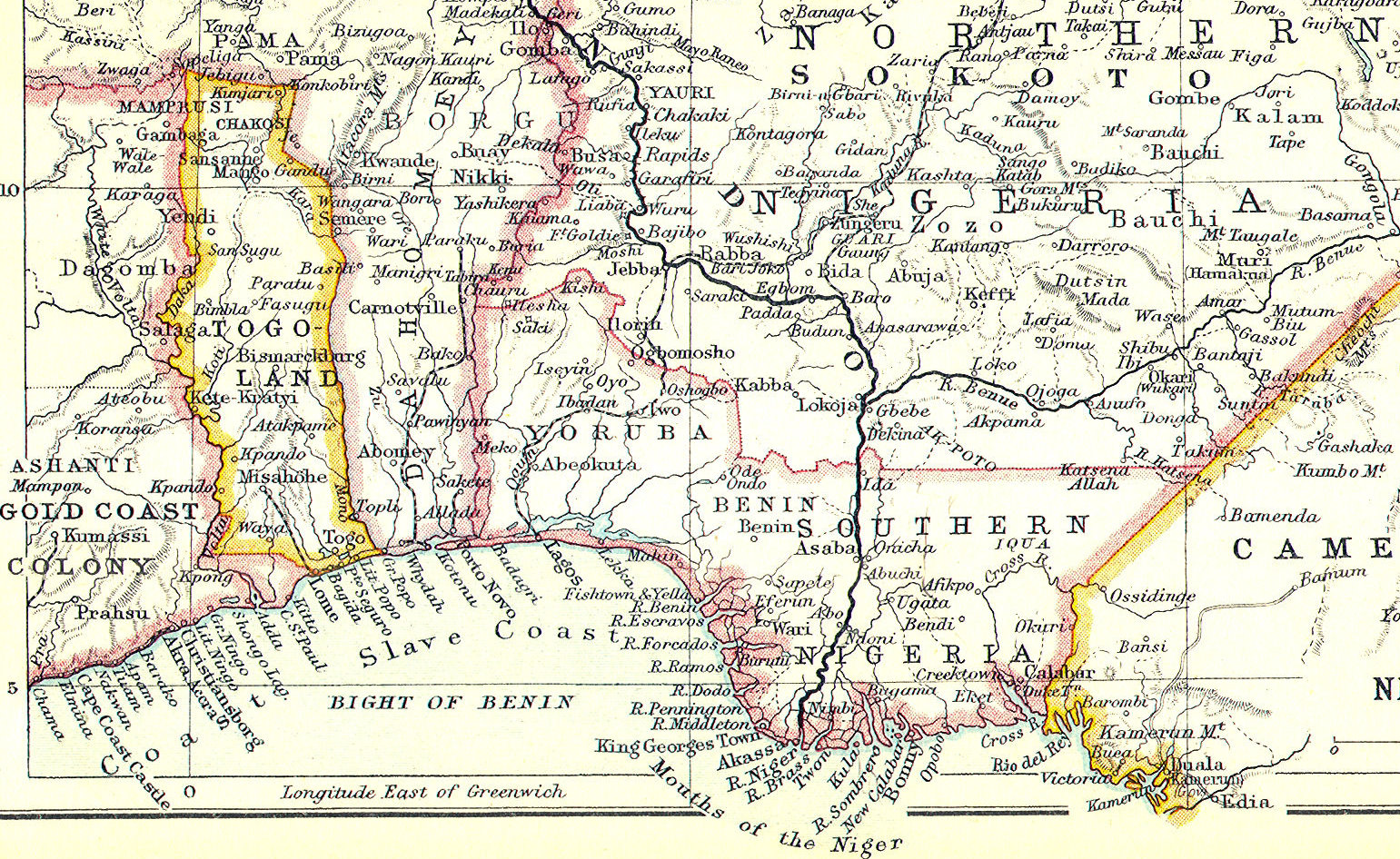
Mapa dawnego Wybrzeża Niewolniczego z 1914

Wybrzeże Niewolnicze (ang. Slave Coast, fr. Côte des Esclaves) – wybrzeża Zatoki Beninu (część Zatoki Gwinejskiej na Oceanie Atlantyckim) w Afryce Zachodniej. Stanowiło ono główny teren wywozu niewolników w okresie od XVI do XIX wieku. Było terenem rywalizacji między wieloma państwami, między innymi Portugalią i Francją, w której ostatecznie zwyciężyli Brytyjczycy i Holendrzy. Obecnie jest to wybrzeże zachodniej Nigerii, Beninu (dawniej Dahomej) i Togo. Znajdują się tu duże porty morskie: Lagos, Kotonu.